# Vallea
Vallea es un género de plantas  de la familia Elaeocarpaceae. Comprende 11 especies descritas y de estas, solo 2 aceptadas.

## Taxonomía
El género  fue descrito por Mutis ex L.f. y publicado en Supplementum Plantarum 42, 266. 1781[1782].

## Especies
- Vallea ecuadorensis J. Jaram.
- Vallea stipularis L.f., denominada en Perú achacapulí[3]